# Jean Giraudoux
Hyppolyte Jean Giraudoux (Bellac, 29 de outubro de 1882 — Paris, 31 de janeiro de 1944) foi um escritor e romancista francês. É considerado um dos dramaturgos franceses mais importantes do período entre a Primeira e a Segunda Guerra Mundial. Seu trabalho é conhecido pela elegância estilística e fantasia poética. O tema dominante de Giraudoux é a relação entre o homem e a mulher — ou, em alguns casos, entre o homem e um ideal inatingível.

## Biografia
Giraudoux nasceu em Bellac, Haute-Vienne, onde seu pai, Léger Giraudoux, trabalhou para o Ministério dos Transportes. Giraudoux estudou no Lycée Lakanal em Sceaux e, após a formatura, viajou extensivamente na Europa. Após seu retorno à França em 1910, ele aceitou um cargo no Ministério dos Negócios Estrangeiros. Com a eclosão da Primeira Guerra Mundial, ele serviu com distinção e em 1915 tornou-se o primeiro escritor de sempre a ser condecorado com a Legião de Honra de Guerra.
Casou-se em 1918 e no período posterior entre-guerras produziu a maior parte de sua escrita. Ele primeiro alcançou o sucesso literário através de seus romances, nomeadamente Siegfried et le Limousin (1922) e Eglantine (1927). Uma colaboração contínua com o ator e diretor de teatro Louis Jouvet, começando em 1928 com simplificação radical de Jouvet em Siegfried para o palco, estimulou sua escrita. Mas foram suas peças que ganharam fama internacional. Ele se tornou conhecido na anglofonia, em grande parte por causa das adaptações premiados de suas peças de Christopher Fry (Não haverá Guerra de Tróia) e Maurice Valência (A Louca de Chaillot, Ondina, O Encantado, O Apolo de Bellac).
Giraudoux servido como jurado com Florence Meyer Blumenthal na adjudicação do Prix Blumenthal, um subsídio dado entre 1919 e 1954 a pintores, escultores, decoradores, gravadores, escritores e músicos.